# Елеватор (хомут)

Елеватор (хомут)

Базова конструкція елеватора: 1 – корпус; 2 – замок; 3 – рукоятка; 4 – замок штропа; 5 – защіпка, 6 – упор для бурової труби.

Елева́тор трубний — пристосування для з'єднання бурильної колони або окремої свічки з механізмом, що здійснює спуск і підйом бурового інструмента.

## Загальний опис
Елеватори застосовуються для підвішування на талевій системі або столі ротора бурильних чи обсадних труб. Елеватори бувають стулчасті, корпусні і автоматичні. 

Параметричне поле напружень елеватора бурильної колонию Моделювання виконано за допомогою комп'ютерної системи Simulation програмного середовища SolidWorks.

Стулчастий елеватор  (рис. ) складається з двох шарнірно з'єднаних між собою стулок з рукоятками. У кожній стулці є провушина для стропа із замикаючим пристроєм від мимовільного випадання. Елеватор закривається засувкою із замковим пристроєм. При зведенні рукояток стулки з'єднуються і підпружинена засувка однієї стулки находить на зуб іншої стулки. Щоб відкрити ненавантажений елеватор, необхідно відтягнути засувку і розвести рукоятки зі стулками. Стулчасті елеватори застосовуються при невеликій вазі бурильної колони і працюють, як правило, в парі з пневмоклинами. Корпуси та дверцята виготовляються із середньовуглецевої низьколегованої хромом і нікелем конструкційної сталі із σт = 450 МПа. При ударі дверцят об корпус замок автоматично закривається. Під навантаженням елеватор не може самовільно відкритися, так як засувка притискується посадочною поверхнею муфти труби.
Корпусний елеватор (рис. ) складається з масивного литого або кованого корпусу з вушками для стропів, дверцят і замка з пружиною. Корпуси та дверцята виготовляються із середньовуглецевої  низьколегованої хромом і нікелем конструкційної сталі із σт = 450 МПа. При ударі дверцят об корпус замок автоматично закривається. Під навантаженням елеватор не може самовільно відкритися, так як засувка притискується посадочною поверхнею муфти труби.
Автоматичний елеватор (рис. ) призначений для автоматичного захоплення і звільнення колони бурильних труб при виконанні спуско-підіймальних операцій.

## Різновиди
Розрізнюють такі типи елеваторів:
- вертлюжні пробки, що застосовуються з легкими буровими верстатами,
- фарштули — для буріння на нафту,
- кільцеві елеватори — для спеціальних робіт у свердловинах і напівавтоматичні елеватори.

Вертлюжні пробки з'єднуються з трубами за допомогою різі, фарштули надіваються на трубу і підхоплюють її під замкове з'єднання.
Кільцеві елеватори мають корпус з виїмкою, спорядженою виступами, які входять у проріз замкового або ніпельного з'єднання і сприймають масу інструмента.
Найперспективніші напівавтоматичні елеватори, що надіваються на трубу вручну і від'єднуються від свічки автоматично при установці на свічник.

## ХОМУТ-ЕЛЕВАТОР МОНТАЖНИЙ
У свердловинному обладнанні — скобоподібний пристрій із затвором, який призначений для захоплювання, піднімання й утримування на вазі або на фланці обсадної колони електродвигуна, компенсатора, протектора і секцій насоса при здійсненні монтажно-демонтажних операцій на гирлі свердловини з устаткуванням заглибленого електронасоса.